# چرنگکی (استان وارمی-ماسوری)
چرنگکی (به لهستانی:  Czerniki) یک منطقهٔ مسکونی در لهستان است که در گمینا کنتژن واقع شده‌است. چرنگکی ۲۵۹ نفر جمعیت دارد.